# Cassano all'Ionio
Cassano all'Ionio o Cassano allo Ionio (anche Cassano all'Jonio o Cassano allo Jonio; Casseni in dialetto locale) è un comune italiano di 16 307 abitanti che comprende la Piana di Sibari in provincia di Cosenza in Calabria. Nel suo territorio sorgono i resti dell'antica Sybaris, città della Magna Grecia.

## Origini del nome
Il toponimo Cassano deriva dal nome personale latino Cassius, in funzione di prediale, con il suffisso -ānus in funzione aggettivale; la città è ricordata nel 1034 in un documento scritto in greco.

## Storia

### Età antica
Cassano sorge su un'area abitata fin dalla remota antichità, forse sul sito dell'antica Cossa.
Durante la Repubblica romana, Cassano (Cassanium) divenne municipio e in seguito città romana.
Nei secoli che seguirono, Cassano sarebbe stata uno dei primi centri ad abbracciare il Cristianesimo, tanto che Cassano è stata definita la "città delle chiese e delle fontane".

### Medioevo
Nel 576 fu invasa dai Longobardi. Nel secolo IX Cassano divenne gastaldato del ducato di Benevento insieme a Cosenza e Laino.
Nel 951 subì l'assedio saraceno dell'emiro Abū l-Qāsim al-Hasan, che la saccheggiò. Un nuovo assedio saraceno avvenne nel 1031 e la città fu incendiata.
(Francesco Gabrieli)
Nell'anno 1054 Cassano fu occupata dai Normanni e successivamente dagli Svevi. A Cassano si tenne la battaglia tra Manfredi di Sicilia e Pietro Ruffo, vicario di Calabria, che si concluse con la vittoria dello stesso Manfredi. Nel 1284 Cassano, nel periodo degli Angioini, diventò un feudo assegnato a Icerio de Mignac.

### Età moderna
La città in seguito fu affidata a diversi altri feudatari, tra cui i Sanseverino (secolo XIV) e il Principe di Bisignano, il quale ultimo lo cedette nel 1622 al genovese Francesco Serra. La famiglia Serra godette di grande nobiltà in Genova, Spagna, Sardegna e nel Reame di Napoli. I Serra in più riprese passarono nel Napoletano sin dai tempi di Carlo I d’Angiò.

### Età contemporanea
A cavallo tra il XVIII ed il XIX secolo Cassano fu occupata e sottomessa dall'esercito di Napoleone: i francesi distrussero il castello normanno, di cui ancora oggi sono visibili le fondamenta ed i resti della cinta muraria. Cassano ha fatto parte del Regno delle Due Sicilie per poi confluire nel Regno d'Italia: nel 1863 ha assunto la denominazione di Cassano all'Ionio.
Il 21 giugno 2014 è stata meta di una visita pastorale di papa Francesco.

### Simboli
Lo stemma comunale è stato riconosciuto con decreto del Capo del Governo del 9 marzo 1935.
Il gonfalone è un drappo di azzurro.

## Monumenti e luoghi d'interesse
- La cattedrale di Cassano all'Ionio (basilica minore), dedicata alla Natività della Vergine, che secondo la leggenda popolare è stata costruita su un tempio dedicato a Giove.
- Terme Sibarite.[11]
- Grotte di Sant'Angelo.
- Santuario di Santa Maria della Catena, grandioso edificio con portico in stile rinascimentale e cupola del XVII secolo.
- Ruderi della Torre di Milone, dedicata all'omonimo lottatore greco.
- Crocifisso ligneo, alto oltre quattro metri, custodito all'interno della cattedrale, intorno al quale è sorta una leggenda: il suo sconosciuto creatore, finito il lavoro, guardò la sua creazione, gli sussurrò «Quanto sei bello, mio crocifisso», e morì.
- Casa Museo Palazzo Viafora.
- Grotta della "Vuccucciarda" o Bocca Bugiarda, chiamata così perché alcune persone rifugiandovisi, morirono cadendo accidentalmente in alcune fosse profonde.
- Teatro Comunale.
- Biblioteca-Museo Diocesano.
- Scavi Archeologici, si tratta del sito di una delle più ricche e importanti città greche della Magna Grecia.
- Museo archeologico nazionale della Sibaritide, dove sono conservati i reperti degli scavi.

## Società

### Evoluzione demografica
Abitanti censiti

## Cultura
Teatro comunale, Biblioteca Museo Diocesano, Museo Archeologico e Scavi di Sibari.

### Istruzione
Cassano ospita l'istituto superiore secondario "Luca Pacioli" (ragioneria), l'I.P.S.I.A. (professionale), socio sanitario, indirizzo professionale per i servizi alberghieri e della ristorazione, liceo classico e scientifico.

#### Musei
Nella frazione di Sibari si trovano il Museo archeologico nazionale della Sibaritide ,il Parco archeologico di Sibari e il Museo del Mare.
Nella frazione di Lauropoli si trova il Museo dell'Olio.
Nel centro si trovano il Museo Diocesano e la Casa-Museo "Palazzo Viafora".

## Geografia antropica

### Frazioni

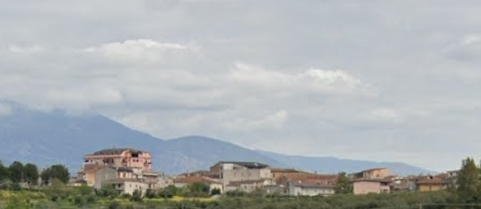
Veduta di Doria dalla SS534

- Doria è un antico villaggio di agricoltori di circa 1226 abitanti.[15] È situata più a sud della direzione Cassano-Lauropoli-Sibari.
- Lauropoli domina dall'alto della collina tutta la piana di Sibari. Le attività economiche preminenti sono prettamente agricole, con forti specializzazioni in campo ortofrutticolo e vivaistico. È stato fondato nel 1763, come borgo rurale, dalla duchessa Laura Serra, figlia del marchese Serra di Cassano[16]. La struttura originaria del paese era su due linee a forma di croce. Il 2 febbraio è importante la festa della Madonna della Candelora (Patrona di Lauropoli).
- Sibari ha una propensione al turismo (Laghi di Sibari e Marina di Sibari) e all'attività agricola. Nota per essere stata tra le più importanti e antiche colonie greche achee, vive nella florida storia magno-greca. Marina di Sibari è particolarmente attiva nella stagione estiva.
- Altre frazioni minori: Lattughelle, Murate, Contrada Bruscate (zona chiamata Millepini o Le Bruscate), Caccianova, Case sparse, Contrada Sisto, Corsi, Fuscolara, Fuscolaro, Garda, Gli Stombi, I Tre Ponti, Il Porcile, Il Porro, Laccata, Le Caselle, Masseria Brichetto, Olmo Torto, Pantano Rotondo, Permuta, Pianoscafo, Torre della Chiesa, Contrada Prainetta.

## Amministrazione
| Periodo          | Periodo          | Primo cittadino      | Partito                         | Carica                    | Note   |
| ---------------- | ---------------- | -------------------- | ------------------------------- | ------------------------- | ------ |
| 23 aprile 1995   | 29 novembre 1998 | Franca Peruzzi       | lista civica di centro-sinistra | sindaco                   |        |
| 29 novembre 1998 | 16 aprile 2000   | Salvatore Frasca     | lista civica di centro-sinistra | sindaco                   |        |
| 16 aprile 2000   | 13 giugno 2004   | Roberto Senise       | lista civica di centro-destra   | sindaco                   |        |
| 13 giugno 2004   | 7 giugno 2009    | Gianluca Dante Gallo | lista civica di centro-destra   | sindaco                   |        |
| 7 giugno 2009    | 7 maggio 2012    | Gianluca Gallo       | lista civica                    | sindaco                   |        |
| 7 maggio 2012    | 30 novembre 2015 | Giovanni Papasso     | Partito Socialista Italiano     | sindaco                   |        |
| 30 novembre 2015 | 5 giugno 2016    |                      |                                 | commissario straordinario |        |
| 5 giugno 2016    | 24 novembre 2017 | Giovanni Papasso     | Partito Socialista Italiano     | sindaco                   |        |
| 24 novembre 2017 | 10 novembre 2019 |                      |                                 | commissario straordinario | [ 17 ] |
| 10 novembre 2019 | 24 maggio 2025   | Giovanni Papasso     | Partito Socialista Italiano     | sindaco                   |        |
| 27 maggio 2025   | [in corso]       | Gianpaolo Iacobini   | lista civica di centro-destra   | sindaco                   |        |